# Faro de Tostón
Der Faro de Tostón ist ein Leuchtturm (spanisch Faro) auf den Kanarischen Inseln. Er steht an der Nordwestküste Fuerteventuras und bezeichnet die Ansteuerung von La Bocayna, eine Meerenge zwischen Fuerteventura und Lanzarote.

## Beschreibung
Faro de Tostón, etwa vier Kilometer nördlich von El Cotillo, ist ein Bauensemble mit drei unterschiedlichen Türmen:
- Das erste Leuchtfeuer wurde 1897 erbaut. Es besteht aus einem ebenerdigen Haus für die Leuchtfeuerwärter und einem sechs Meter hohen Turm.
- Aufgrund der geringen Feuerhöhe des ersten Leuchtfeuers wurde 1960 ein neuer, achteckiger und 15 Meter hoher Turm errichtet.
- Ein dritter Turm hat 1986 die Funktion des Leuchtfeuers übernommen. Er ist 30 Meter hoch und hat einen rot-weißen Anstrich.

Die Anlage kann besichtigt werden und beherbergt ein Museum für die traditionelle Fischerei Fuerteventuras, ein Aufstieg in den Turm ist jedoch nicht möglich.